# 圣费利克斯-德莱拉斯
圣费利克斯-德莱拉斯（法語：Saint-Félix-de-l'Héras）是法国埃罗省的一个市镇，属于洛代沃区。该市镇总面积12.92平方公里，2009年时的人口为35人。

## 人口
圣费利克斯-德莱拉斯人口变化图示